# Shawn Nicklaw
Shawn Nicklaw (født 15. april 1989) er en amerikansk professionel fodboldspiller, der spiller for Atlanta United 2. Han har tidligere spillet i Danmark for HB Køge.

## Landshold
Nicklaw har (pr. april 2018) spillet 24 kampe og scoret ét mål for Guams landshold.